# Comté d'Edwards (Illinois)
Pour les articles homonymes, voir Comté d'Edwards.
Le comté d'Edwards est l'un des comtés de l'Illinois. Le chef-lieu de comté se situe à Albion. Le comté a été fondé en 1815.

## Comtés adjacents
- comté de Richland, au nord,
- comté de Wabash, à l'est,
- comté de Gibson dans l'Indiana, au sud-est,
- comté de White, au sud,
- comté de Wayne, à l'ouest,

## Municipalité du comté

### Villes
- Albion,
- Grayville,

### Villages
- Bone Gap,
- Browns,
- West Salem,

### Communautés non-incorporées
- Black,
- Ellery,
- Samsville,